# Elezioni parlamentari in Norvegia del 1993
Le elezioni parlamentari in Norvegia del 1993 si tennero il 12-13 settembre per il rinnovo dello Storting.

## Risultati
| Liste                          | Voti      | %     | Seggi |
| ------------------------------ | --------- | ----- | ----- |
| Partito Laburista Norvegese    | 908 724   | 36,91 | 67    |
| Høyre                          | 419 373   | 17,03 | 28    |
| Partito di Centro              | 412 187   | 16,74 | 32    |
| Partito Socialista di Sinistra | 194 633   | 7,91  | 13    |
| Partito Popolare Cristiano     | 193 885   | 7,88  | 13    |
| Partito del Progresso          | 154 497   | 6,28  | 10    |
| Venstre                        | 88 985    | 3,61  | 1     |
| Alleanza Elettorale Rossa      | 26 360    | 1,07  | 1     |
| Partito dei Pensionati         | 25 835    | 1,05  | –     |
| Partito della Patria           | 11 694    | 0,47  | –     |
| Partito di Unità Nuovo Futuro  | 7 404     | 0,30  | –     |
| Partito Ambientalista I Verdi  | 3 054     | 0,12  | –     |
| Partito Conservatore Cristiano | 1 974     | 0,08  | –     |
| Stop Immigrazione              | 1 952     | 0,08  | –     |
| Altri                          | 11 392    | 0,46  | –     |
| Totale                         | 2 461 949 | 100   | 165   |

Altri include (dati derivanti da sommatoria):
- Alternativa Politica Hordaland (Politisk Alternativ Hordaland, 3.272);
- Stop Immigrazione (Stopp Innvandringen, 1.828);
- Partito della Legge Naturale (Naturlovpartiet, 1.853);
- Partito della Società (Samfunnspartiet, 1.468);
- Partito della Libertà contro l'UE (Frihetspartiet mot EF-unionen, 774):
- Partito Popolare Liberale (Det Liberale Folkepartiet, 725);
- Futuro Comune (Felles Framtid, 548);
- Partito Comunista di Norvegia (361);
- Partito dei Pensionati/Futuro Comune (Pensjonistpartiet/Felles Framtid, 353);
- Partito della Coalizione Cristiana (Det kristne samlingsparti, 210).